# 阿波丸事件

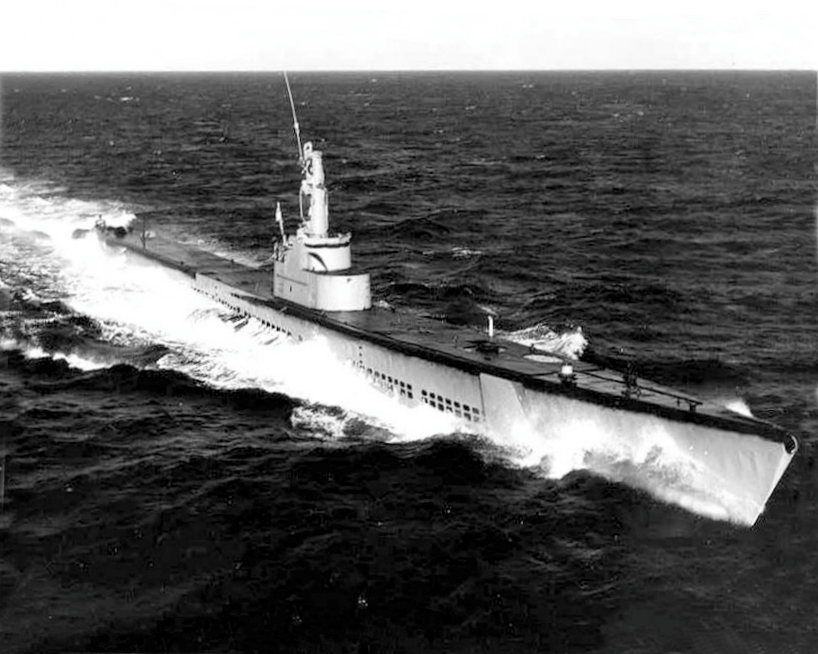
阿波丸を撃沈したアメリカ潜水艦クイーンフィッシュ。

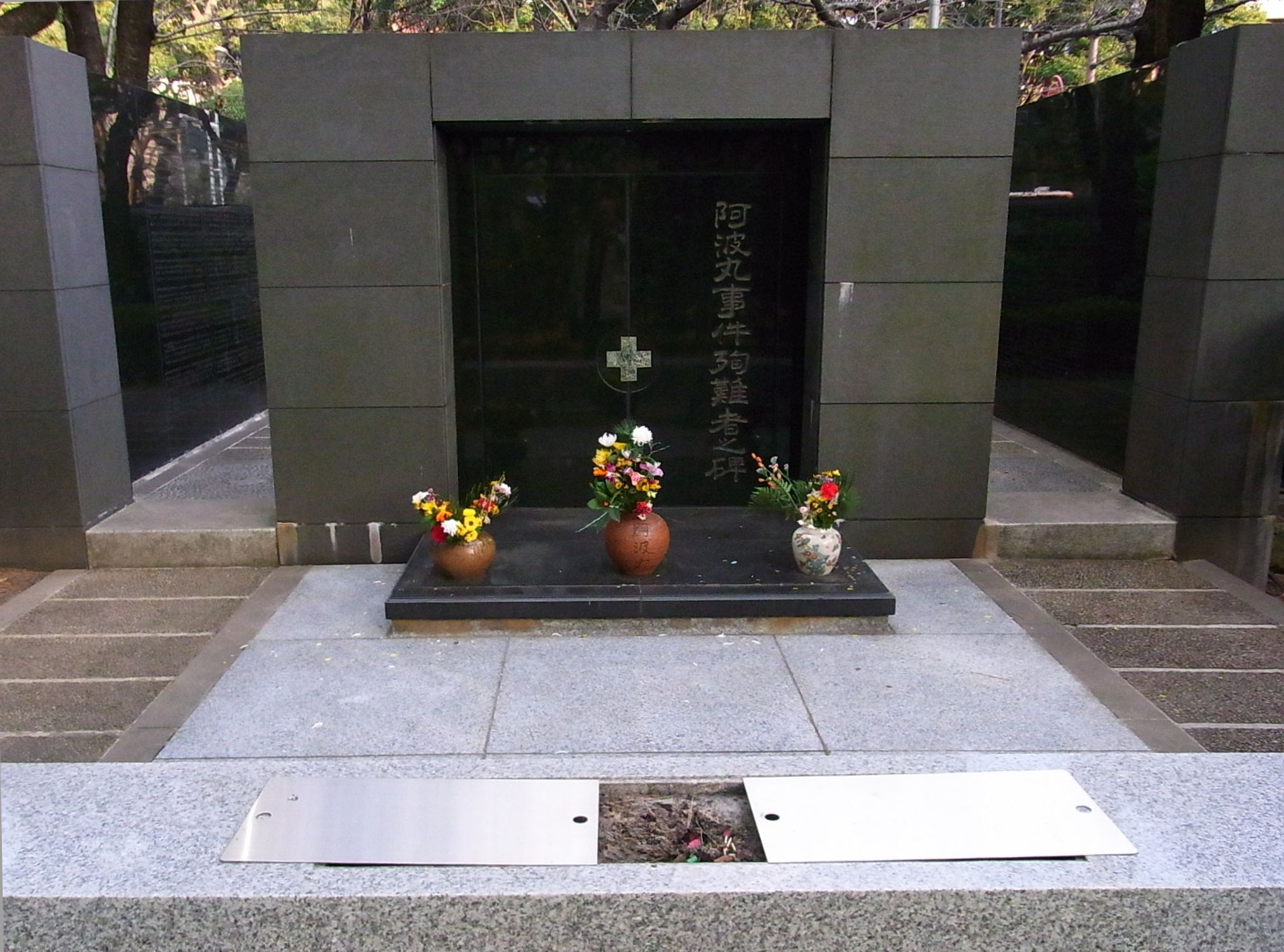
増上寺境内にある阿波丸事件殉難者之碑（2010年1月25日撮影）

阿波丸事件（あわまるじけん）は、太平洋戦争中の1945年（昭和20年）4月1日にシンガポールから日本へ向けて航行中であった貨客船「阿波丸」が、アメリカ海軍の潜水艦「クイーンフィッシュ」の雷撃により撃沈され、2,000名以上の乗客乗員のほとんどが死亡した事件である。阿波丸は日米間の協定で安全航行を保障されていたものの、攻撃を受けた。

## 事件の経過
1944年（昭和19年）10月、赤十字社の仲介により、日本とアメリカの間で捕虜および拘束民間人への救援物資を交換する協定が成立した(日本側は、日本軍人の捕虜は居ないという建前があるので抑留されている民間人への物資ということにしていた)。両国の物資は中立国ソビエト連邦領のナホトカで交換され、アメリカ側救援物資2,025トンは貨客船「白山丸」により持ち帰られた。
アメリカ側物資のうち、800トンは日本軍占領下のジャワ島やマレー半島にある連合軍捕虜収容所向けであり、その輸送担当に選ばれたのが、当時の日本に残る数少ない高性能の貨客船となっていた阿波丸であった。日本と東南アジアを結ぶ航路は、アメリカ軍潜水艦の通商破壊により、極めて危険な状況だったが、阿波丸は病院船に準じた保護（Safe conduct、安導権）が約束された。軍隊輸送船状態だった阿波丸からは武装が撤去され、識別のため船体を緑色の迷彩塗装から灰白色へ塗り替え、舷側・煙突・甲板2か所に緑十字の識別マークが描かれ、夜間には煙突に照明も灯された。アメリカ軍は阿波丸の航路情報を各部隊へ通知し、攻撃しないよう命令した。
阿波丸の往路では、800トンの救援物資が積み込まれたほか、航空機・自動車の予備部品や弾薬など600トンの軍需物資が積み込まれた。軍事利用は協定違反だったが、日本軍により軍需物資の積み込みが決定された。事前協議の際、アメリカ側は船をどのように利用しようとも構わないと了解していたが、それがどの程度の範囲までかは曖昧であり、阻止しないとまでも明言していない。ただ、市民や官吏の輸送については黙認する構えであった。1945年2月17日に門司を出港した阿波丸は、高雄港で22トン、香港で41トン、シンガポールで562トンの救援物資を降ろし、最終目的地のジャワ島（救援物資175トン）へ無事に到着した。
3月28日、当初の任務を終えた阿波丸はシンガポールを発って日本への帰途に就いた。協定では帰路でも安全が保障されていたため、日本軍は再び軍事輸送への利用を計画した。これに船長は反対したものの、軍の要求に押し切られた。阿波丸には、船が撃沈されて滞留していた商船員480人、三井物産支店長以下の商社員、技術者、大東亜省次官以下の公務員など非戦闘員600人、軍人および軍属820人が便乗することになり、乗員と合わせて2,004-2,130人が乗り込んだ。また、スズ・タングステン・アルミニウムなどの地金5,000トン以上、生ゴム2,000トン以上、重油及びガソリン2,500トンという大量の軍需資源が船倉に収められた。アメリカ軍は暗号解読で日本側の工作を知り、航空偵察で阿波丸が物資を大量に積んで喫水が深くなった状態であることも把握していた。アメリカ太平洋潜水艦隊司令官のチャールズ・A・ロックウッド中将は、チェスター・ニミッツ大将に攻撃許可を要請したが、返答は届かなかった。
1945年4月1日午後10時頃、阿波丸は沖縄戦勃発の影響で、予定針路を変更して台湾海峡に進入、平潭県の牛山島付近を航行していたところ、クイーンフィッシュのレーダーに探知された。クイーンフィッシュは潜望鏡による目視確認を行わないまま、レーダー照準で攻撃を開始。およそ50秒後に阿波丸へ魚雷3本（4本との説もあり）が命中し、ほとんど一瞬で沈没した。約10分後に戦果確認のため浮上したクイーンフィッシュは無数の人が漂流物に混じって泳いでいるのを発見し、うち船員1人を収容した。クイーンフィッシュの報告によれば、他の漂流者はいずれも救助されるのを拒んだという。クイーンフィッシュに収容された1人を除く、2,003-2,129人全員が死亡した。

## 攻撃の理由
攻撃までの経緯は不明な点が多いが、既述のように阿波丸への軍需物資積載を確認したアメリカ太平洋潜水艦隊司令官のロックウッド少将は、阿波丸を正当な攻撃目標として、ニミッツ大将に攻撃許可を要請している。ロックウッド少将はニミッツ大将の返答が届かなかったことを黙認と受け取った説もある。。
だが、攻撃禁止命令が下されたクイーンフィッシュには根拠地サイパンを出る際に禁止命令書が渡されていたが、一般書類に紛れて艦長の確認が遅れていた。しかも、阿波丸の位置情報を知らせる電報の伝達も遅れて間に合わなかった。通信の遅れは、いくつものセクションをまたがっての連絡であった上に、暗号解析されることを嫌ったアメリカ海軍が阿波丸の情報を得てから相当時間が経った後に平文であやふやな電報を送ったなどの原因が重なったためである。結果的に艦長は阿波丸に対する攻撃を敢行し撃沈してしまい、しかも標的が軍艦だと誤認して攻撃している。クイーンフィッシュのチャールズ・E・ラフリン艦長は「不注意」ということで軍法会議で有罪判決（戒告処分）を受けている。

## 抗議と補償
日本政府は撃沈直後から戦時国際法違反として抗議した。アメリカ政府もこれを受け入れ責任を認めた上で、賠償問題については戦時であり直ちに交渉することは困難であるとし、終戦後に改めて交渉を行なうことを提案した。ただし、日本側も自分たちの条約違反を認識していたため、腰が引けた姿勢であった。戦後になり日本側から阿波丸の代船を提供することや6,150万ドルの賠償金を求める等の賠償請求が出され、アメリカ政府も当初はそれに応じる方針だったが、当時のGHQ司令官ダグラス・マッカーサーが賠償を強く拒否したため、交渉は暗礁に乗り上げた。身内からの反発に苦慮したアメリカ政府は、代案として当時アメリカが日本に対して行っていた有償食料援助の借款額を18億ドルから4億9千万ドルへ棒引きする代わりに、阿波丸の賠償請求権を放棄するよう求めた。アメリカ側の破格の提案に当時の日本政府もこれを了承し、1949年（昭和24年）に日本の国会は、阿波丸への賠償請求権を放棄し、日本政府がアメリカに代わって賠償を行う旨を決定した。結果的には十分とは言えないものの、当初日本側が考えていた以上にアメリカから事件への賠償を引き出すことに成功したかたちとなった。
1950年（昭和25年）、「阿波丸事件の見舞金に関する法律」（昭和25年法律第223号）が成立し、死亡者1人あたり7万円の見舞金を遺族へ支給した。また、阿波丸を失った船主の日本郵船には、1784万円が支給された。

## 慰霊等
東京芝の増上寺境内に「阿波丸事件殉難者之碑」がある。
阿波丸の残骸は1979年4月に中国政府の手によって中国領海内の福建省沖合11海里（約20km）の地点で発見された。中国政府は阿波丸の潜水調査を実施し、回収された遺骨158柱や遺品は日本側に引き渡された。同年7月5日、霞が関の厚生省にて帰還した遺骨の拝礼式が行われ、阿波丸遺族会の遺族ら約800人が参列して法要が営まれた。
阿波丸には戦時中に旧日本軍が接収したが行方不明となった北京原人の頭蓋骨標本が積載されていたという説があり、1977年に中国政府が調査を行ったが、潜水技術の限界などもあり、船員の遺骨やスズの塊の発見に止まった。2005年に再度の引揚げ計画もあったが、結果などの詳細は報道されておらず不明である。
積載が噂されていた金塊、プラチナ、工業用ダイヤモンドは発見されていない。

## 阿波丸事件により死去した著名人
- 小川郷太郎 - 京都帝国大学教授から拓殖大学学監を経て政治家に転じ鉄道・商工大臣を歴任。ビルマを占領した第15軍の軍政顧問。
- 笠間杲雄 - 外交官。岩波新書『回教徒』の著者。陸軍司政長官（調査局長）としてボルネオ守備軍司令部に赴任。軍政顧問など歴任。
- 竹内新平 - 大蔵官僚。大東亜次官。
- 東光武三 - 大東亜省南方事務局政務課長。
- 保科光正 - 外務事務官。大東亜省秘書官。
- 森電三 - 退役海軍少将。
- 山田芳太郎 - 外交官。外務省調査局長。
- 高野百介 - 職業野球選手（南海軍でプレー[8]）。

## 阿波丸事件を題材とした作品
- 『生存者の沈黙』（有馬頼義の小説）

文藝春秋、1966年刊行。文庫:『生存者の沈黙 : 悲劇の緑十字船阿波丸の遭難』光人社NF文庫、潮書房光人新社、2017年。有馬は事件の犠牲者、保科光正の従弟で、本事件を題材にした小説。
- 『シェエラザード』（浅田次郎の小説）

上記を原作としてNHK終戦特集ドラマ「シェエラザード～海底に眠る永遠の愛～」が制作された。本作では「弥勒丸（みろくまる）」という船が登場している。（2004年7月13日・14日にNHKハイビジョンにて放送）
- 『ゴルゴ13』（さいとうたかをの漫画）

本事件を題材にした作品「暗黒海流」が存在する（作品中では「安房丸」と改められている）。

## 関連書籍
- 全日本海員組合編『海なお深く:太平洋戦争船員の体験手記』新人物往来社、1986年。
- 松井覺進『阿波丸はなぜ沈んだか：昭和二十年春、台湾海峡の悲劇』朝日新聞社、1994年。
- 関榮次「遥かなる祖国 ロシア難民と二人の提督」（PHP研究所）、1996年
- ロジャー・ディングマン著、川村孝治訳、日本郵船歴史資料館監訳『阿波丸撃沈：太平洋戦争と日米関係』成山堂書店、2000年。ISBN 4425946111
- 『世界の艦船』海人社、2007年8月号。
- 有馬頼義『生存者の沈黙 : 悲劇の緑十字船阿波丸の遭難』光人社NF文庫、潮書房光人新社、2017年。